# Sulfoksid
Sulfoksid je hemijsko jedinjenje koje sadrži sulfinilnu funkcionalnu grupu vezanu za dva atoma ugljenika. Primer prirodnog sulfoksida je aliin.

## Priroda veze
Sulfoksidi imaju strukturnu formulu R–S(=O)–R', gde su R i R' organske grupe. Veza između atoma sumpora i kiseonika se razlikuje od konvencionalne dvostruke veze između ugljenika i kiseonika, na primer u ketonima. S–O interakcija ima elektrostatički aspekat, posledica koga je znatan dipolni karakter, sa negativnim naelektrisanjem na kiseonikom. Vezivanje je slično tercijarim fosfinskim oksidima, .
Slobodni par elektrona daje sumporu tetraedarsku molekulsku geometriju, poput sp³ ugljenika. Kad su dva organska ostatka različita, sumpor je hiralni center, na primer, metilfenilsulfoksid.
Energija potrebna za invertovanje stereocentara je dovoljno visoka da su sulfoksidi optički stabilni. Drugim rečima, brzina racemizacije je spora na sobnoj temperaturi. Hiralni sulfoksidi nalaze primenu u pojedinim lekovima kao što su ezomeprazol i armodafinil. Oni se isto tako koriste hiralni pomoćnici. Mnogi hiralni sulfoksidi se pripremaju asimetričnom katalitičkom oksidacijom ahiralnih sulfida sa prelaznim metalom i hiralnim ligandom.